# 蓝花车叶草
蓝花车叶草（学名：Asperula orientalis），为茜草科车叶草属下的一个植物种。其种加词“orientalis”意为“东方的”。